# Steel Bank Common Lisp
Steel Bank Common Lisp (SBCL) — свободная реализация языка программирования Common Lisp. SBCL aнонсирован Вильямом Ньюменом (William Newman) в декабре 1999 года как ответвление от CMU Common Lisp (CMUCL). Одно из отличий от CMUCL это возможность его сборки любой ANSI-совместимой реализацией Common Lisp.

## Название
Название представляет собой игру слов: SBCL основан на Carnegie Mellon University Common Lisp (рус. Common Lisp Университета Карнеги — Меллон) — Эндрю Карнеги был успешным сталепромышленником, отсюда и «Steel» (с англ. — «сталь»); а Эндрю Меллон банкиром — «Bank» (банк).

## Особенности
В состав SBCL входит компилятор, который по умолчанию большую часть кода компилирует в машинный код, хотя есть возможность использовать режим интерпретатора.
Большая часть SBCL написана на Common Lisp и приблизительно 10 % на Си. Чтобы скомпилировать SBCL, используется одна из поддерживаемых реализаций Common Lisp (в том числе и сам SBCL), которая компилирует SBCL, и затем уже эта новая скомпилированная версия компилирует саму себя.

## Портируемость
SBCL поддерживает аппаратные платформы: x86, x86-64, PowerPC, SPARC, Alpha, MIPS, HPPA, ARM.
Система реализована под Linux для всех поддерживаемых платформ, а также под ОС Windows, Mac OS X, NetBSD, OpenBSD, FreeBSD, DragonFly BSD, Debian GNU/kFreeBSD, Solaris на платформах x86 и x86-64. Также существует ещё несколько портов для различных сочетаний вышеперечисленных архитектур и ОС (см. таблицу доступности на сайте проекта.